# 파울 부르스마
파울 부르스마(Paul Boersma, 1959년 11월 15일 ~ )는 네덜란드의 언어학자이자 음성과학자이다.

## 생애
그는 음운론과 음성학의 관계에 연구 및 강의의 초점을 맞추고 있다. 그는 다비트 베닝크와 함께 음성과학적 분석을 위한 컴퓨터용 공개 소프트웨어인 프라트를 개발했다. 현재 암스테르담 대학교의 교수로 재직중이다.